# 1st Bombardment Wing
La 1st Bombardment Wing (1re escadre de bombardement) est une ancienne unité des United States Army Air Forces, active de manière discontinue entre 1918 et 1945.
Elle est initialement mise sur pied en France en 1918 en tant qu'escadre d'aviation de chasse pour soutenir les opérations de la 1re armée jusqu'à la fin de la Première Guerre mondiale. L'escadre est démobilisée à la fin du conflit avant d'être réactivée en 1919 pour patrouiller le long de la frontière mexicaine. Elle est une nouvelle fois désactivée en 1924, avant d'être recréée en 1931. Elle change plusieurs fois de désignation avant de devenir une escadre de bombardiers lourds en 1940. Après avoir patrouillé l'Ouest des États-Unis jusqu'en 1941, la 1st Bombardment Wing est déplacée en 1942 en Angleterre, pour intégrer la 8th Air Force. Jusqu'à la fin de la Seconde Guerre mondiale, l'escadre mène des missions de bombardements au-dessus de l'Europe occupée et de l'Allemagne. Elle est finalement dissoute le 7 novembre 1945.

## Historique

### Première Guerre mondiale
La 1st Pursuit Wing (1re escadre de chasse) est créée sur l'aérodrome de Toul-Croix de Metz (en) le 6 juillet 1918, et rassemble trois groupes d'aviation de chasse: les 1st Pursuit Group (en), 2d Pursuit Group (en) et 3d Pursuit Group (en) pour un total de 12 escadrons. Elle est la composante de chasse du First Army Air Service (en), qui soutient les opérations de la 1re armée américaine (formée elle-même en août).
La 1st Pursuit Wing est engagée en septembre 1918 dans la bataille de Saint-Mihiel, et ses escadrons mènent une large gamme de missions: reconnaissance, escortes d'avions d'observation, attaque de ballons, mitraillage de troupes allemandes, interdiction aérienne et bombardement de ponts, de gares ou de villes derrière les lignes ennemies. Ensuite, la 1st Pursuit Wing est engagée dans l'offensive Meuse-Argonne (qui dure jusqu'à la fin de la guerre), où elle accomplit des missions d'interdiction aérienne à grande échelle pour contrer l'aviation allemande.
Après la signature de l'armistice du 11 novembre 1918, la 1st Pursuit Wing est démobilisée en France en décembre 1918.

### Entre-deux-guerres
C'est durant l'entre-deux-guerres que naît réellement la 1st Bombardment Wing telle qu'elle existe pendant la Seconde Guerre mondiale. Le 16 août 1919, l'United States Army Air Service met sur pied la 1st Wing, chargée de mener des patrouilles à la frontière avec le Mexique entre Brownsville (Texas) et la frontière entre la Californie et l'Arizona. La 1re escadre reste dans cette fonction jusqu'en 1922, lorsqu'elle devient une unité d'entraînement au pilotage. Elle est finalement désactivée le 26 juin 1924 (c'est à dire qu'elle conserve une existence administrative mais n'a plus de personnel ou de matériel). La 1re escadre est ensuite renommée 1st Bombardment Wing en 1929.
La 1st Bombardment Wing est réactivée (elle retrouve du personnel et du matériel) le 1er avril 1931. Au cours des années 1930, l'unité va encore changer plusieurs fois de désignations : 1st Pursuit Wing en 1933, 1st Wing en 1935, puis de nouveau 1st Bombardment Wing en 1940, désignation qu'elle va conserver jusqu'à sa dissolution définitive. En 1935, la 1re escadre est l'une des grandes unités originelles du General Headquarters Air Force, le premier commandement spécifique de toutes les unités aériennes américaines, qui va paver la voie pour la création des United States Army Air Forces en 1941 et séparer définitivement l'armée de l'air de celle de terre. La 1st Bombardment Wing est responsable de l'essentiel des activités aériennes dans l'Ouest des États-Unis jusqu'en 1941.

### Seconde Guerre mondiale

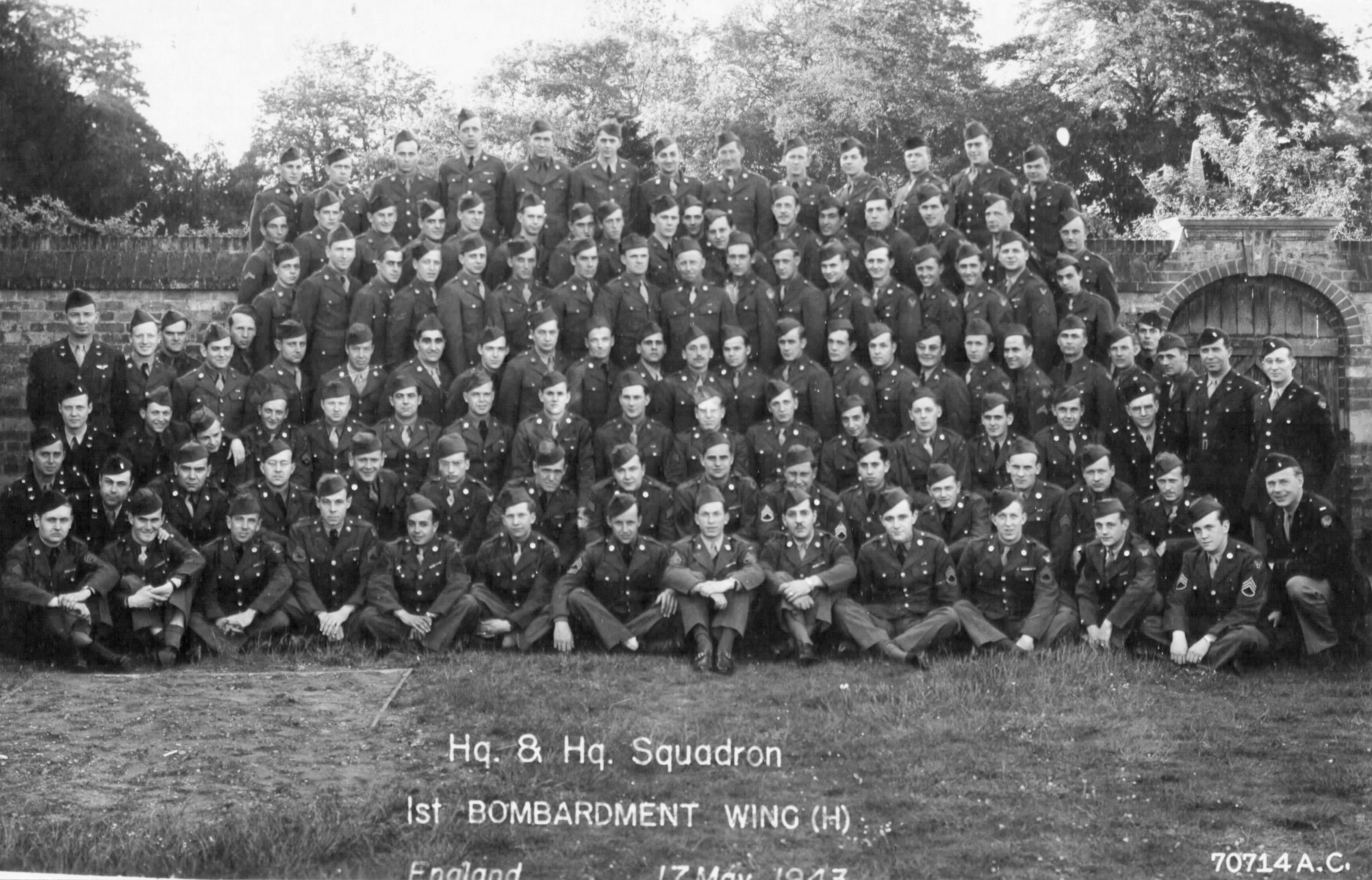
État-major de la 1st Bombardment Wing sur la base aérienne de Brampton, le 17 mai 1943.

La 1st Bombardment Wing quitte les États-Unis entre juillet et août 1942 pour se redéployer en Angleterre dans le cadre du VIII Bomber Command, l'ancêtre de la 8th Air Force. Devenue opérationnelle en août 1942, la 1st Bombardment Wing va servir d'escadre de bombardiers lourds pour attaquer l'Allemagne jusqu'au 25 avril 1945 avec un poste de commandement sur les bases aériennes britanniques de RAF Brampton (en) (août 1942-septembre 1943), puis RAF Bassingbourn (en) (septembre 1943-juin 1945).
La 1st Bombardment Wing reçoit la Distinguished Unit Citation pour une attaque menée le 11 janvier 1944 sur des usines aéronautiques allemandes. Les escadrons de la 1st Bombardment Wing mènent leur dernière mission au-dessus de l'Allemagne le 25 avril 1945. En août, ils rentrent aux États-Unis, et l'escadre est désactivée le 7 novembre 1945. Elle n'a jamais été remise sur pied après la Seconde Guerre mondiale.

## Composition

### Première Guerre mondiale
- 1st Pursuit Group (en): 6 juillet 1918 - 17 décembre 1918
- 2d Pursuit Group (en): 6 juillet 1918 - 17 décembre 1918
- 3d Pursuit Group (en): 6 juillet 1918 - 17 décembre 1918

### Entre-deux-guerres
- 1st Pursuit Group (en): 1919–1922; 1933–1935
- 2d Bombardment Group (en): 1918; 1919–1922
- 3d Attack Group: 1919–1924
- 7th Bombardment Group (en): 1931–1933, 1935–1941
- 8th Pursuit Group (en): 1933–1935
- 17th Bombardment Group (en): 1931–1941
- 19th Bombardment Group (en): 1935–1941
- 10th Pursuit Group: 1939–1941
- 35th Pursuit Group (en): 1940–1941
- 41st Bombardment Group (en): 1941

### Seconde Guerre mondiale
- 91st Bombardment Group (en): septembre 1942 - 23 juin 1945
- 92d Bombardment Group (en): août 1942 - 13 septembre 1943
- 93d Bombardment Group (en): 6 septembre - 6 décembre 1942
- 97th Bombardment Group (en): août - 9 novembre 1942
- 301st Bombardment Group (en): 9 août - 2 septembre 1942
- 303d Bombardment Group (en): 10 septembre 1942 - 13 septembre 1943
- 305th Bombardment Group (en): septembre 1942 - 13 septembre 1943
- 306th Bombardment Group (en): septembre 1942 - 13 septembre 1943
- 351st Bombardment Group (en): mai 1943 - 1er novembre 1943
- 379th Bombardment Group (en): mai - 13 septembre 1943
- 381st Bombardment Group (en): juin 1943 - 1er janvier 1945
- 384th Bombardment Group (en): juin - 13 septembre 1943
- 398th Bombardment Group (en): 22 avril 1944 - 22 juin 1945
- 482d Bombardment Group (en): 20 août 1943 - 24 juin 1945

## Bases
1. Aérodrome de Toul-Croix de Metz (en), Toul, France: à partir du 6 juillet 1918[2]
2. Chaumont, France: 24 septembre 1918 – 17 décembre 1918[2]
3. Kelly Field, Texas: 16 août 1919 – 26 juin 1924[2]
4. March Field, Californie: avril 1931[2]
5. Davis-Monthan Air Force Base, Arizona: 27 mai 1941 – juillet 1942[2]
6. RAF Brampton Grange (en), Angleterre: c. 19 août 1942[2]
7. RAF Bassingbourn (en), Angleterre: septembre 1943[2]
8. RAF Alconbury, Angleterre: c. 26 juin – c. 26 août 1945[2]
9. McChord Field, Washington, c. 6 septembre – 7 novembre 1945[2]